# Chrysocraspeda ecteles
Chrysocraspeda ecteles là một loài bướm đêm trong họ Geometridae.